# Pribajkalski nacionalni park
Pribajkalski nacionalni park (ruski: Прибайкальский национальный парк) pokriva jugozapadnu obalu Bajkalskoga jezera u jugoistočnom Sibiru u Rusiji. 
Obalni pojas obuhvaća planinske grebene na zapadu, kao i otoke kao što je Olhon na istoku. To je oko 50 km jugoistočno od grada Irkutska. Ovaj nacionalni park se upravlja s još tri prirodna rezervata i glavna je komponenta UNESCO-ove Svjetske kulturne baštine "Bajkalsko jezero". Rijeka Angara, koja je izlaz Bajkalskoga jezera u slivu rijeke Jenisej, prolazi kroz park. Park ima vrlo visoke razine biološke raznolikosti i endemskih vrsta.
Kao obalni pojas i podnožje planina, teren je obilježen uniformnom distribucijom malih, planinskih rijeka (ispod 10 km). Četiri rijeke prelaze 25 km duljine. U parku ima 150 stalnih potoka i rijeka, od kojih 60 utječu u jezero. Potoci i jezera blago su slani, osim 20 jezera. Osim Angare, još jedna značajna rijeka je rijeka Sarma. Postoji samo nekoliko močvara, koje se nalaze na niskim poplavnim područjima.
Planine se uzdižu zapadno od jezera, dosežući visinu od 1100 metara na jugu i 1.500 metara na sjeveru. Otok Olhon je četvrti po veličini otok na svijetu povezan s jezerom. Duljina je 71 km, a širina 21 km, ukupne površine 730 km2. Ima malo površinske vode i samo jedno jezero na otoku. Područje je šumovito, ali dobiva malo kiše (u prosjeku 10 inča godišnje). 

## Biljke
Područje oko Bajkalskoga jezera je šumovito sa šumama borova i ariša. Na vlažnijim vrhovima planina rastu sibirski bor i jele, te u dolinama obična smreka, ariš, joha, javor i breza. Bioraznolikost i broj endema su izuzetno visoki: u parku i susjednim područjima su zabilježene 1,385 vrste i podvrste vaskularnih biljaka, 339 vrsta mahovina, 676 vrsta i podvrsta lišajeva i 655 vrsta gljiva. Od njih, 557 su endemske u parku. 

## Životinje
Kao i kod biljaka, bioraznolikost životinja u parku je visoka. Zabilježeno je više od 2,500 vrsta, od kojih su mnoge endemske. Park bilježi 220 vrsta kopnenih kralješnjaka. Papkari su tipični za sibirske taige: kaspijski jeleni, sibirske srne i losovi. Stepski dijelovi parka dom su životinjama kao što su: stepski tvor, dugorepa vjeverica i crna lunja. Najveći sisavac u samom jezeru je bajkalski tuljan. 